# DeKalb megye (Tennessee)
DeKalb megye az Amerikai Egyesült Államokban, azon belül Tennessee államban található. Megyeszékhelye és legnagyobb városa Smithville. Lakosainak száma 20 080 fő (2020. április 1.). DeKalb megye Putnam, Cannon, White, Warren, Wilson és Smith megyékkel határos.

## Népesség
A megye népességének változása:
| Lakosok száma | 18 729 | 18 822 | 18 941 | 19 164 | 19 182 | 20 080 |
|               | 2010   | 2011   | 2012   | 2013   | 2015   | 2020   |